# Renato Balestrero

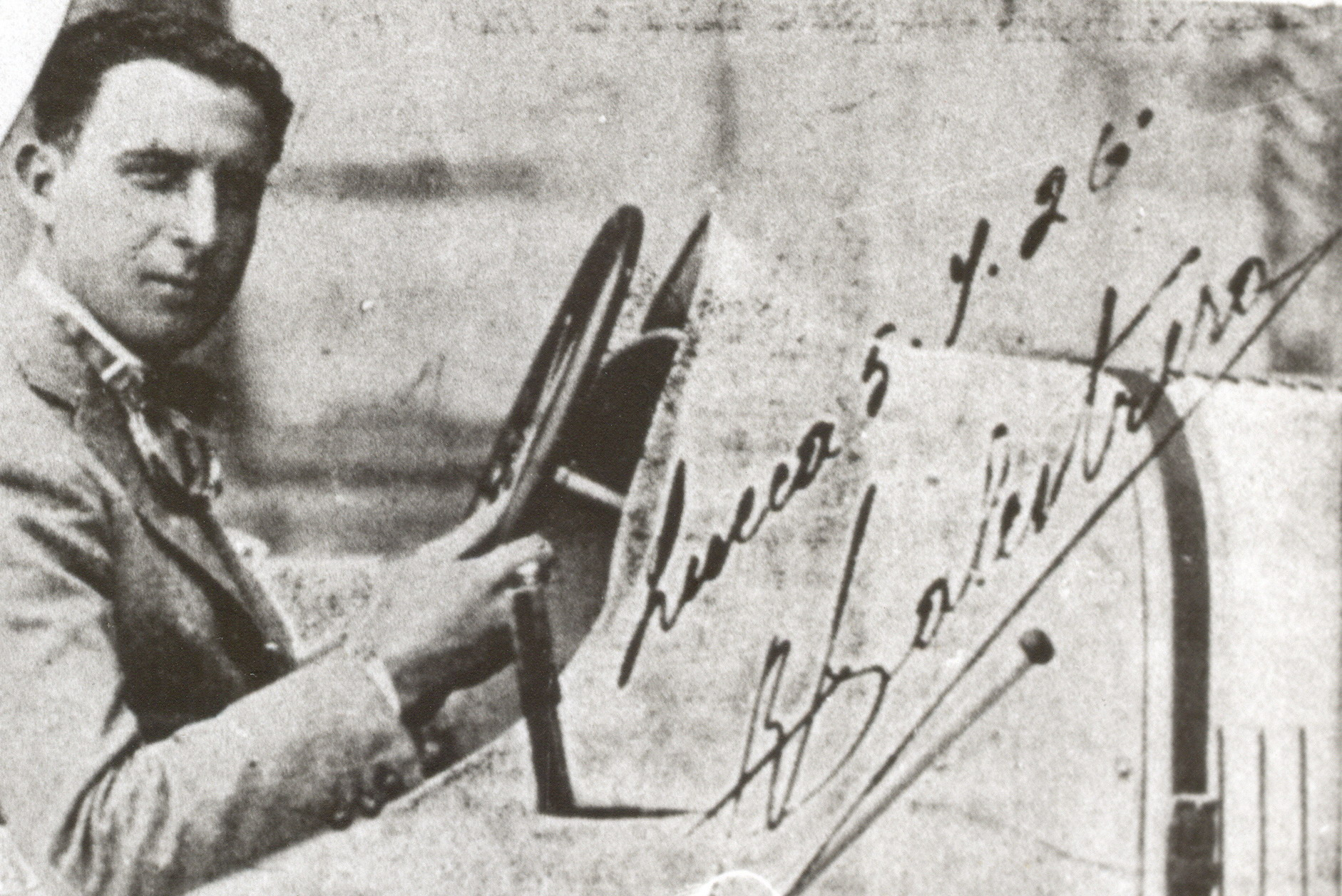
Balestrero 1926

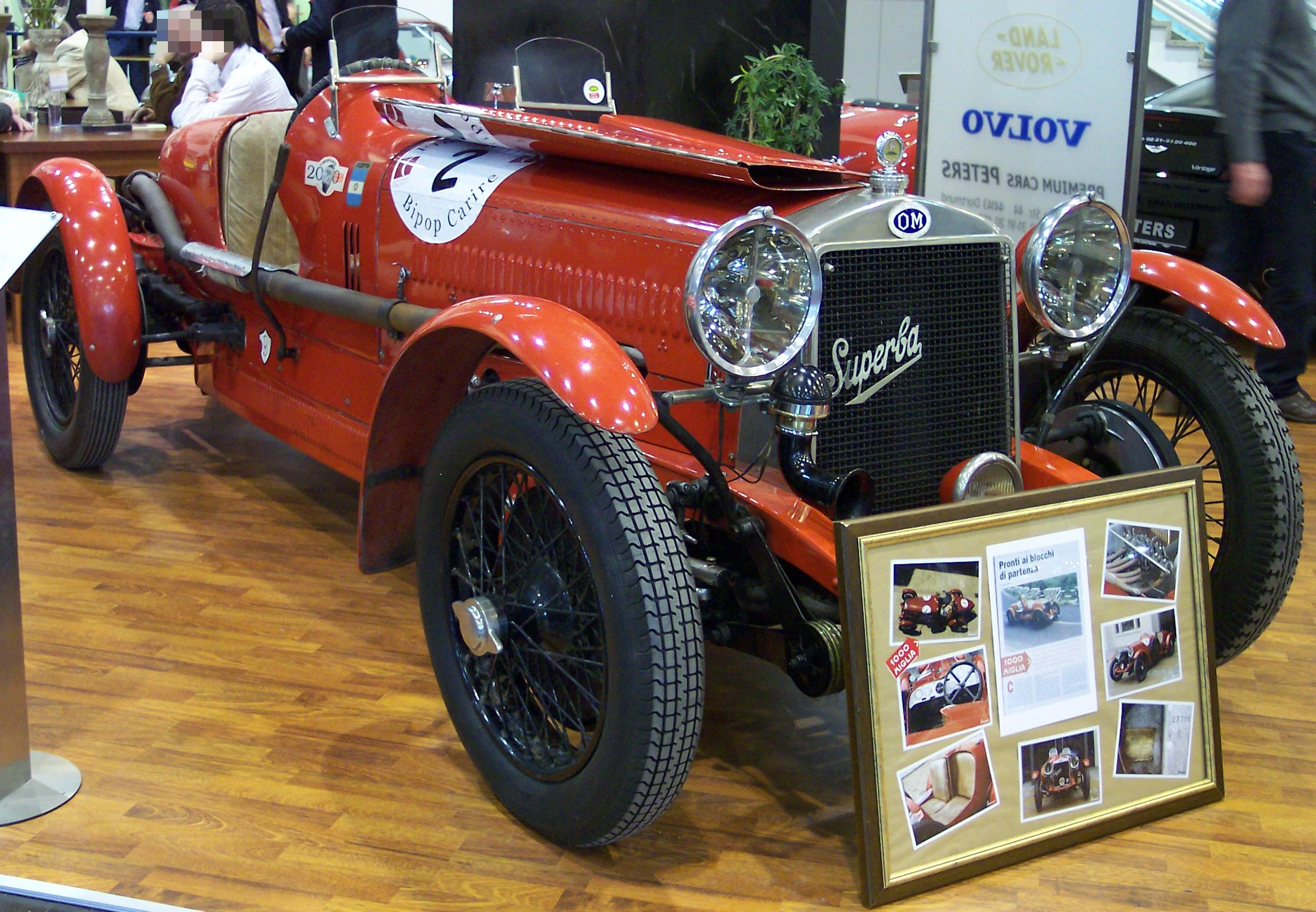
OM 665 Superba

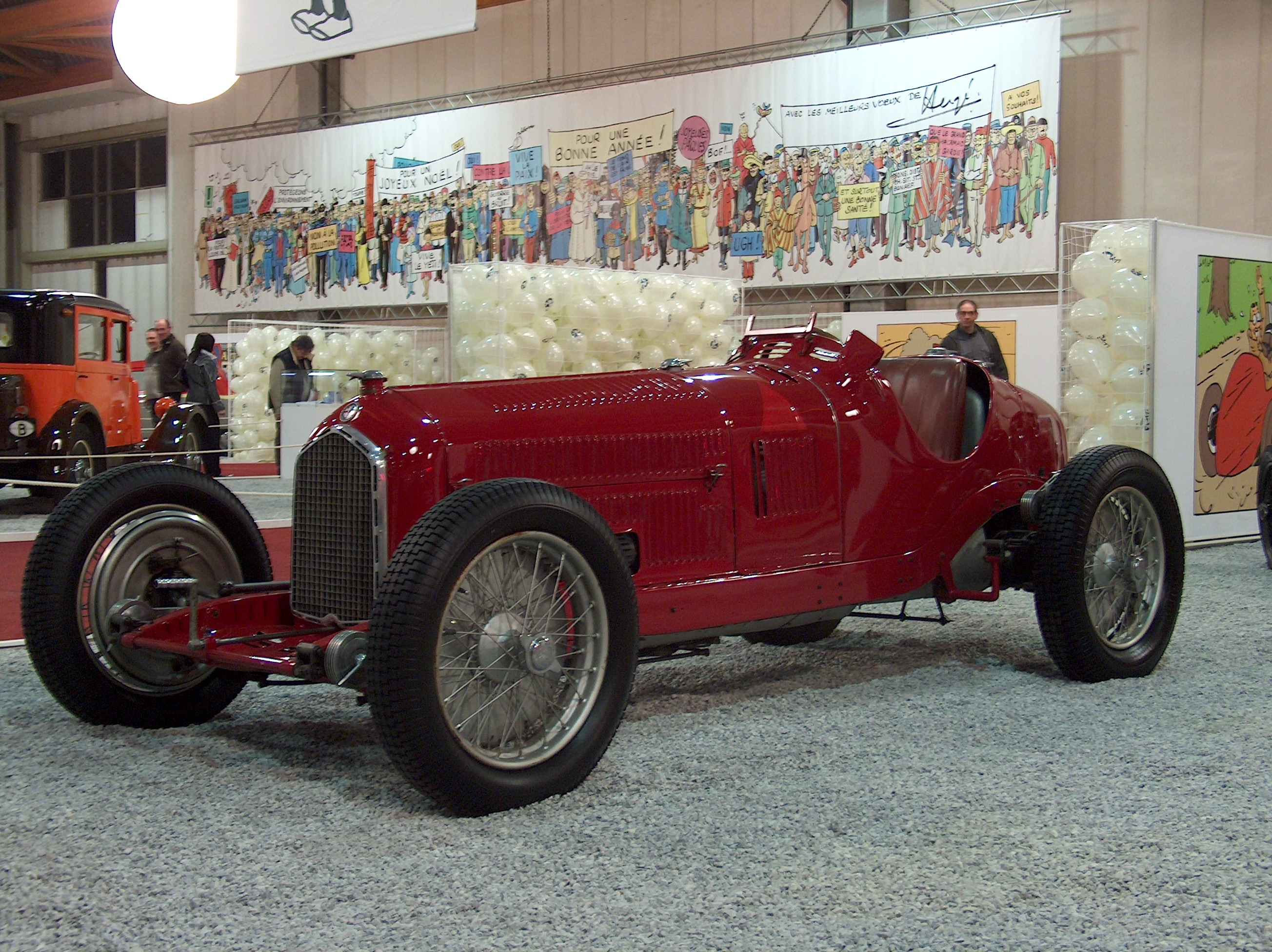
Alfa Romeo P3

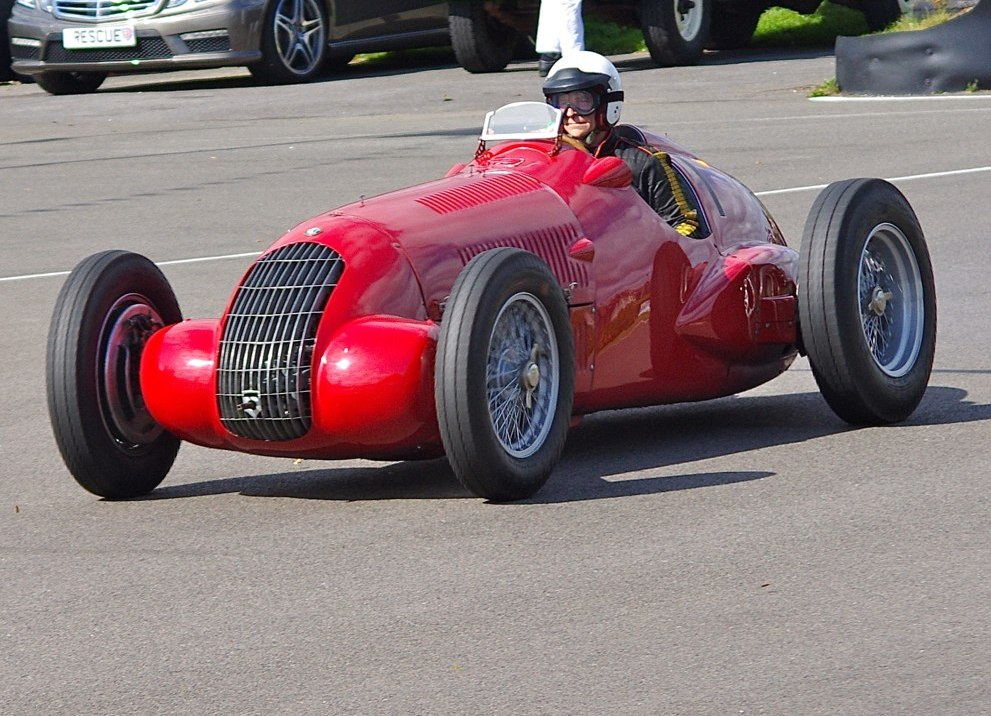
Alfa Romeo Tipo 308

Renato Balestrero (* 27. Juli 1898 in Lucca; † 18. Februar 1948 in Mailand) war ein italienischer Automobilrennfahrer. In seiner von 1922 bis 1947 andauernden Karriere gewann er 54 der 217 Rennen, bei denen er antrat.

## Karriere
Renato Balestrero stammte aus Lucca in der Toskana und lebte vor seinem Tod lange in Genua. Am Ersten Weltkrieg nahm er als Kraftfahrer teil. Seine Rennfahrerkarriere begann er bei OM, für die er am Steuer eines OM 665 Superba 1924 die IV Coppa Montenero in Livorno gewann. 1925 und 1926 siegte Balestrero für den Hersteller bei zahlreichen Rennen, darunter beim Gran Premio di Tripoli 1925. Danach kaufte er sich für 75.000 Schweizer Franken einen Bugatti Type 35T, den er von 1927 bis 1929 privat einsetzte. Außerdem wurde er auch von General Motors engagiert und pilotierte 1928 LaSalle-Rennwagen. Später startete der Italiener auch auf Talbot-Darracq 700 (1931) sowie auf Alfa Romeo 8C 2300 und Alfa Romeo P3.
Anfang der 1930er-Jahre fuhr Renato Balestrero seine Rennaktivitäten zurück und gründete zusammen mit Ferdinando Minoia ein Unternehmen, das US-amerikanische Autos importierte. Da dieses jedoch nicht besonders erfolgreich war, startete er 1933 und 1934 wieder bei Automobilrennen, vornehmlich für die Gruppo Genovese San Giorgio. 1933 nahm er am 4. Masaryk-Ring-Rennen teil. Beim Semmering-Rennen am 24. September 1933 belegte er den vierten Platz und erzielte er mit 06:42:33 eine neue persönliche Bestzeit. Am 17. Juni 1934 fuhr er beim Kesselbergrennen auf Alfa Romeo mit einer Durchschnittsgeschwindigkeit von 73,8 km/h die schnellste Zeit in der Kategorie der Sportwagen.
Ab 1935 setzte Balestrero einen Alfa Romeo Tipo B/P3 ein, mit dem er unter anderem 1935 – ohne großen Erfolg – bei den Großen Preisen in Deutschland und der Schweiz antrat.
In der Saison 1938 startete Renato Balestrero auf einem Alfa Romeo Tipo 308 und errang beim Grand Prix von Deutschland auf der Nordschleife des Nürburgrings den siebenten Rang.
Nach dem Zweiten Weltkrieg bestritt Balestrero vor allem Sportwagenrennen in seiner italienischen Heimat. 1947 wurde er auf einem Fiat-Stanguellini 2800 8C Italienischer Meister in der offenen Sportwagenklasse.

## Tödlicher Unfall
Renato Balestrero starb am 18. Februar 1948 im Ospedale Niguarda in Mailand an den Folgen eines Verkehrsunfalles. Er war auf der Autostrada A4 auf dem Weg von Mailand nach Turin von der Polizei zu einer Verkehrskontrolle angehalten worden. Dabei wurde er von einem Lancia Aprilia der Gazzetta dello Sport erfasst und zog sich schwere Schädelverletzungen zu, denen er kurze Zeit später erlag.
Balestrero hatte sich auf dem Weg zu Nardi-Danese in Turin befunden, um einen Alfa-Romeo-Motor abzuliefern, der in einen neuen Rennwagen eingebaut werden sollte.

## Statistik

### Vorkriegs-Grands-Prix-Ergebnisse
| Saison | 1    | 2 | 3   | 4   | 5   | 6 | 7 | Punkte | Position |
| ------ | ---- | - | --- | --- | --- | - | - | ------ | -------- |
| 1931   |      |   |     |     |     |   |   | 20     | 14.      |
| 1931   | 7. 1 |   |     |     |     |   |   | 20     | 14.      |
| 1934   |      |   |     |     |     |   |   | —      | —        |
| 1934   | DNF  |   | DNF |     |     |   |   | —      | —        |
| 1935   |      |   |     |     |     |   |   | 51     | 21.      |
| 1935   |      |   |     | DNF | 12. |   |   | 51     | 21.      |
| 1937   |      |   |     |     |     |   |   | 39     | 33.      |
| 1937   | DNF  |   |     |     |     |   |   | 39     | 33.      |
| 1938   |      |   |     |     |     |   |   | 28     | 14.      |
| 1938   | 7.   |   |     |     |     |   |   | 28     | 14.      |

| Legende  | Legende                                                                   | Legende                                                                   | Legende   |
| Farbe    | Bedeutung                                                                 | Bedeutung                                                                 | EM-Punkte |
| -------- | ------------------------------------------------------------------------- | ------------------------------------------------------------------------- | --------- |
| Gold     | Sieg                                                                      | Sieg                                                                      | 1         |
| Silber   | 2. Platz                                                                  | 2. Platz                                                                  | 2         |
| Bronze   | 3. Platz                                                                  | 3. Platz                                                                  | 3         |
| Grün     | Klassifiziert, mehr als 75% der Renndistanz zurückgelegt                  | Klassifiziert, mehr als 75% der Renndistanz zurückgelegt                  | 4         |
| Blau     | nicht punkteberechtigt, zwischen 50% und 75% der Renndistanz zurückgelegt | nicht punkteberechtigt, zwischen 50% und 75% der Renndistanz zurückgelegt | 5         |
| Violett  | nicht punkteberechtigt, zwischen 25% und 50% der Renndistanz zurückgelegt | nicht punkteberechtigt, zwischen 25% und 50% der Renndistanz zurückgelegt | 6         |
| Rot      | nicht punkteberechtigt, weniger als 25% der Renndistanz zurückgelegt      | nicht punkteberechtigt, weniger als 25% der Renndistanz zurückgelegt      | 7         |
| Farbe    | Abkürzung                                                                 | Bedeutung                                                                 | EM-Punkte |
| Schwarz  | DSQ                                                                       | disqualifiziert (disqualified)                                            | 8         |
| Weiß     | DNS                                                                       | nicht gestartet (did not start)                                           | 8         |
| Weiß     | DNA                                                                       | nicht erschienen (did not arrive)                                         | 8         |
| sonstige | P/fett                                                                    | Pole-Position                                                             | 8         |
| sonstige | SR/kursiv                                                                 | Schnellste Rennrunde                                                      | 8         |
| sonstige | DNF                                                                       | Rennen nicht beendet (did not finish)                                     | 8         |

### Le-Mans-Ergebnisse
| Jahr | Team                | Fahrzeug               | Teamkollege         | Platzierung     |
| ---- | ------------------- | ---------------------- | ------------------- | --------------- |
| 1926 | Officine Meccaniche | O.M. Tipo 665S Superba | Frédéric Théllusson | Disqualifiziert |